# Zstępny
Zstępny – każdy kolejny potomek tej samej osoby: dziecko, wnuk, prawnuk, praprawnuk itd. Stosunek faktyczny pomiędzy czyimś zstępnym a daną osobą polega na tym, że ten pierwszy pochodzi od tej drugiej. Osoby te są spokrewnione ze sobą w linii prostej. Wspólni zstępni to zstępni tej samej pary, pochodzący z tego samego związku kobiety i mężczyzny (nie tylko z małżeństwa).
W genealogii używa się alternatywnej nazwy descendent. Zstępny to inaczej potomek, z tym jednak zastrzeżeniem, że termin ten używany jest w naukach biologicznych: potomka może mieć każde zwierzę, a zstępnego – tylko człowiek. Z bezpośrednim zstępnym (tj. dzieckiem) łączy probanta stosunek filiacji.
Pojęcie zstępnego należy zarówno do języka prawniczego, jak i prawnego (zob. np. art. 932 § 1 Kodeksu cywilnego).